# Abadiño
Abadiño város Spanyolországban,  Bizkaia tartományban. Abadiño Atxondo, Berriz, Durango, Elorrio, Iurreta, Izurtza, Garay, Aramaio, Otxandio, Dima és Mañaria községekkel határos. Lakosainak száma 7742 fő (2024).

## Népesség
A település lakosságának változását az alábbi diagram mutatja:
| Lakosok száma | 6841 | 7031 | 7140 | 7260 | 7385 | 7504 | 7522 | 7599 | 7708 | 7742 |
|               | 2001 | 2004 | 2007 | 2009 | 2012 | 2014 | 2017 | 2019 | 2022 | 2024 |